# مراقبة البضاعة الموجودة
مراقبة البضاعة الموجودة (بالإنجليزية: Inventory Control) هو الإشراف على الواردات ، والبضاعة المخزونة سواء كانت مواد اولية للتصنيع أو أجهزة تحت التصنيع أو أجهزة كاملة التصنيع . و الإشراف على تواجدها بالكميات المناسبة وسهولة الوصول إلي كل نوع منها لتكون تحت الاستخدام أو الطلب ، بدون أن تتراكم بأعداد غير مناسبة.
كما يمكن اعتبارها عملية الضبط الداخلى - حيث تقوم مجموعة من العاملين بعد الأعداد والكميات الموجودة من كل نوع للتأكد من تطبيق نظام موضوع لضبط الكميات أو لتفادي الخطأ في التقدير أو الضياع.
وتشمل مراقبة البضاعة الموجودة عدة عمليات :
- في الاقتصاد ، هي عملية مراقبة البضاعة الموجودة ، والتي تهدف إلى تفادي زيادة المخزون عن الحد المناسب وبالتالي زيادة المصروفات ،
- لتفادي الضياع ، وهو نظام يضع موانعا عملية لمنع السلب والنهب.

## مراقبة المخزون
الاحتفاظ بالبضائع سواء ما كان منها مواد أولية أو بضائع قيد الصنع أو بضائع كاملة الصنع ،وذلك بالكميات المطلوبة منها فقط . ويتم هذا الإجراء بتحتيد أعداد كل صنف ، وتحديد نسب بيعها واستعمالها والحجم الاقتصادي المناسب منها لشرائه أو صنعه ، والدورة الزمنية للشراء أو الصنع .
وعلى أساس هذه المعلومات تحسب كمية البضائع والمواد الأولية الإضافية التي يجب أن تـُطلب أوتصنع من أجل أن يكون المخزون منها على المستوى المطلوب.

## اقرأ أيضا
- بضاعة موجودة